# Антуан Филипп Орлеанский
Луи Антуан Филипп Орлеанский (англ. Louis Antoine Philippe d’Orléans, 3 июля 1775[…], Париж — 18 мая 1807[…], Англия) — герцог Монпансье, сын Филиппа Эгалите и Марии-Аделаиды де Бурбон. Его старший брат Луи-Филипп I был последним королём французов.

## Жизнь
В 1791 году Антуан Филипп был назначен адъютантом в звании младшего лейтенанта в полку своего брата герцога Шартрского, также известного как «Генерал Эгалите»). Он был назначен генерал-адъютантом незадолго до битвы при Жемаппе, в которой сражались оба брата. В Париже во время суда над Людовиком XVI Антуан Филипп попытался убедить своего отца не голосовать за смерть короля.
В апреле 1793 года, будучи генерал-адъютантом в армии дю Вар, Антуан Филипп был арестован вместе с другими Бурбонами, оставшимися во Франции. Он был заключён в тюрьму в форте Сен-Жан в Марселе.
Во время заключения Антуан Филипп заразился туберкулёзом, который в конечном итоге его убил. У него также был внебрачный ребёнок от Франсуазы Барбо — Жан Антуан Филипп Дентен (7 июля 1797 — 5 марта 1858), который стал нотариусом Орлеанского дома и в этой должности руководил пожертвованием личной собственности Луи Филиппа, когда тот взошёл на престол в 1830 году. Антуан никогда не видел своего ребёнка. 30 августа 1796 года Директория постановила выслать его в Филадельфию, где временный поверенный в делах Французской Республики в США назначил ему ежегодную пенсию в размере 15 тысяч франков. Он отправился туда 5 ноября 1796 года в сопровождении своего брата Луи Шарля, графа Божоле, а в феврале 1797 года встретился с Луи-Филиппом в Филадельфии. В течение двух лет они путешествовали по Новой Англии, в районе Великих озёр и Миссисипи.
Вернувшись в Европу в 1800 году, Бурбоны всё ещё были изгнаны из Франции, поэтому братья обосновались в английском Туикенеме. Позже в том же году Антуан Филипп просил руки леди Шарлотты Аделаиды Констанции Роудон — дочери 1-го графа Мойры от его 3-й жены Элизабет Гастингс, 16-й баронессы Ботро (дочери 9-го графа Хантингдона и его жены леди Селены Ширли). Несмотря на её благородное происхождение, граф Прованский (будущий король Людовик XVIII) не дал разрешение на брак.
В 1807 году туберкулёз Антуана Филиппа обострился. Его старший брат хотел отвезти его в Девон, чтобы тот мог насладиться свежим воздухом, но в двенадцати милях от Туикенема им пришлось остановиться в гостинице в Солтхилле (недалеко от Виндзора). Антуан Филипп, который почти не мог дышать, отказался от предложенного Луи-Филиппом эфира, и умер, шепча брату: «Дай мне руку, я думал, что умираю» (фр. Donne-moi ta main, j'ai cru que je mourais).
Луи-Филипп организовал похороны в католической часовне на Кинг-стрит в Лондоне, на которой присутствовал граф д’Артуа (будущий король Карл X). Благодаря герцогу Кентскому он получил разрешение похоронить своего брата в Вестминстерском аббатстве.

## Работы
- Relation de la captivité de S.A.S. Monsignor le duc de Montpensier, pendant les années 1793, 1794, 1795 et 1796, écrite par lui-même, Twickenham, Imprimerie de G. White, 1816
- Mémoires de S.A.S. Louis-Antoine-Philippe d'Orléans, duc de Montpensier, Paris, Baudouin frères, 1824 – text on www.gallica.fr